# Villa Mattei (Parma)

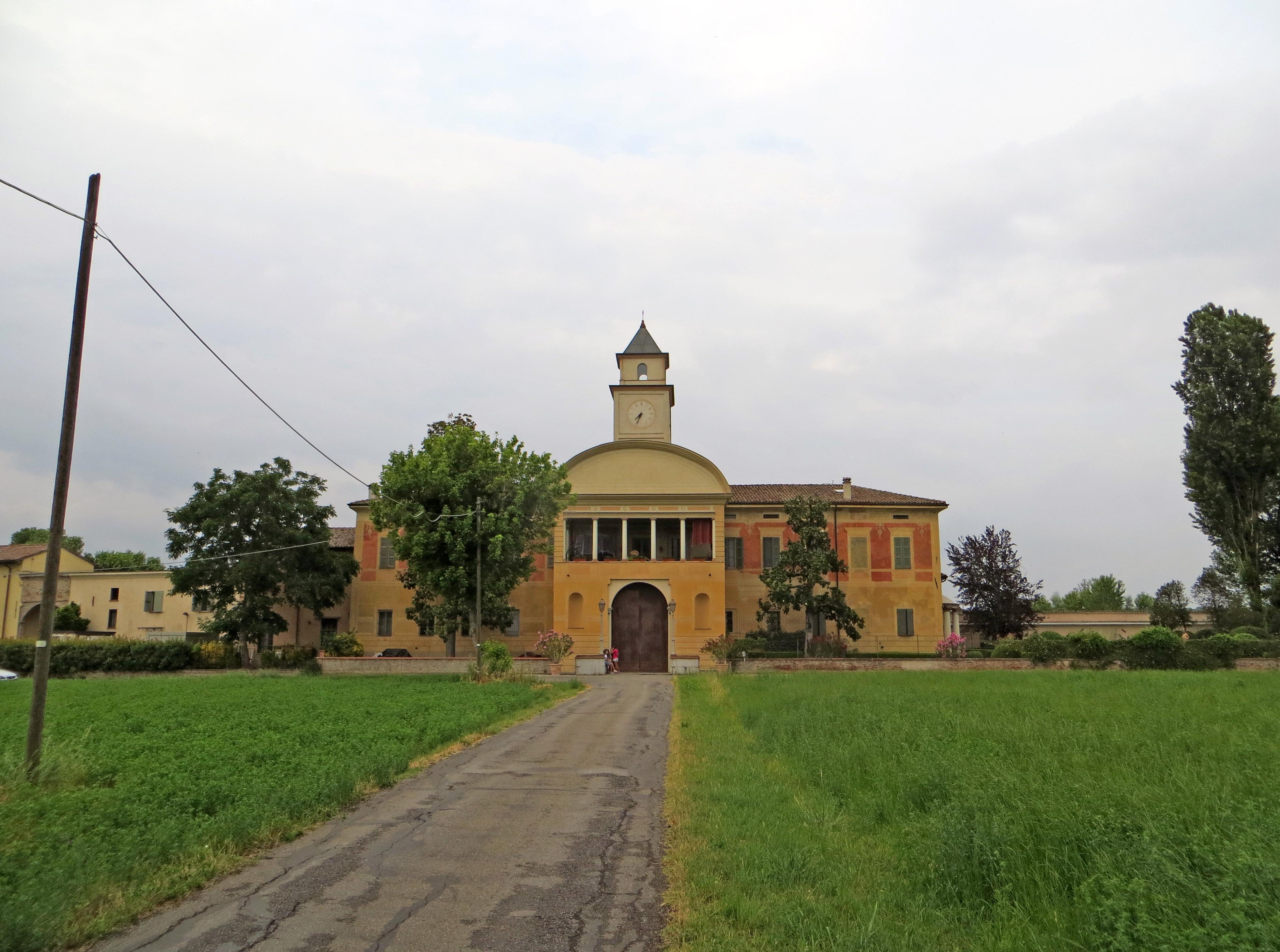
Villa Mattei in San Prospero Parmense, Südansicht

Die Villa Mattei ist ein klassizistisches Landhaus in einem Landgut, erreichbar über die lange Viale Dall’Aglio östlich des Ortsteils San Prospero Parmense der Stadt Parma in der italienischen Region Emilia-Romagna.

## Geschichte
Das ursprüngliche Gebäude im Inneren eines großen Landgutes wurde vielleicht um 1682 in barockem Stil im Auftrag der Grafen Mariani, auch wenn einige Geschichtswissenschaftler meinen, es sei erst im 18. Jahrhundert entstanden.
Das große Landgut, Corte Mariana genannt, wurde später an die Grafen Pietro und Paolo Bajardi verkauft, die es wiederum in der zweiten Hälfte des 18. Jahrhunderts an die Familie Rossi weiterverkauften. Vermutlich wurde die Villa in dieser Zeit im klassizistischen Stil umgestaltet wurde, nach der Meinung einiger Wissenschaftler unter der Leitung des Architekten Ennemond Alexandre Petitot.
Um 1800 kaufte die Familie Meley aus Frankreich das Gebäude und die umliegenden Ländereien und verkauften sie 1896 an den Markgrafen Filippo Corradi Cervi Robiani weiter. Nach dessen Tod 1924 kaufte Medardo Pederzini das nun im Umfang gegenüber der ursprünglichen Ausdehnung reduzierte Landgut und verkaufte es 1936 an Secondo Mattej weiter.
Am 9. November 1983 verursachte ein starkes Erdbeben umfangreiche Schäden an dem Landhaus; der Turm über der Vorhalle und dem Eingang stürzte ein.
Die Ruine kaufte 1990 der Restaurator Marco Pinna und restaurierte sie in den folgenden Jahren vollständig.

## Beschreibung
Das Landhaus liegt am Ende einer langen, geraden Allee mit Zufahrt von der Via Emilia aus. Auf der Ostseite erstreckt sich der Garten.

### Landhaus

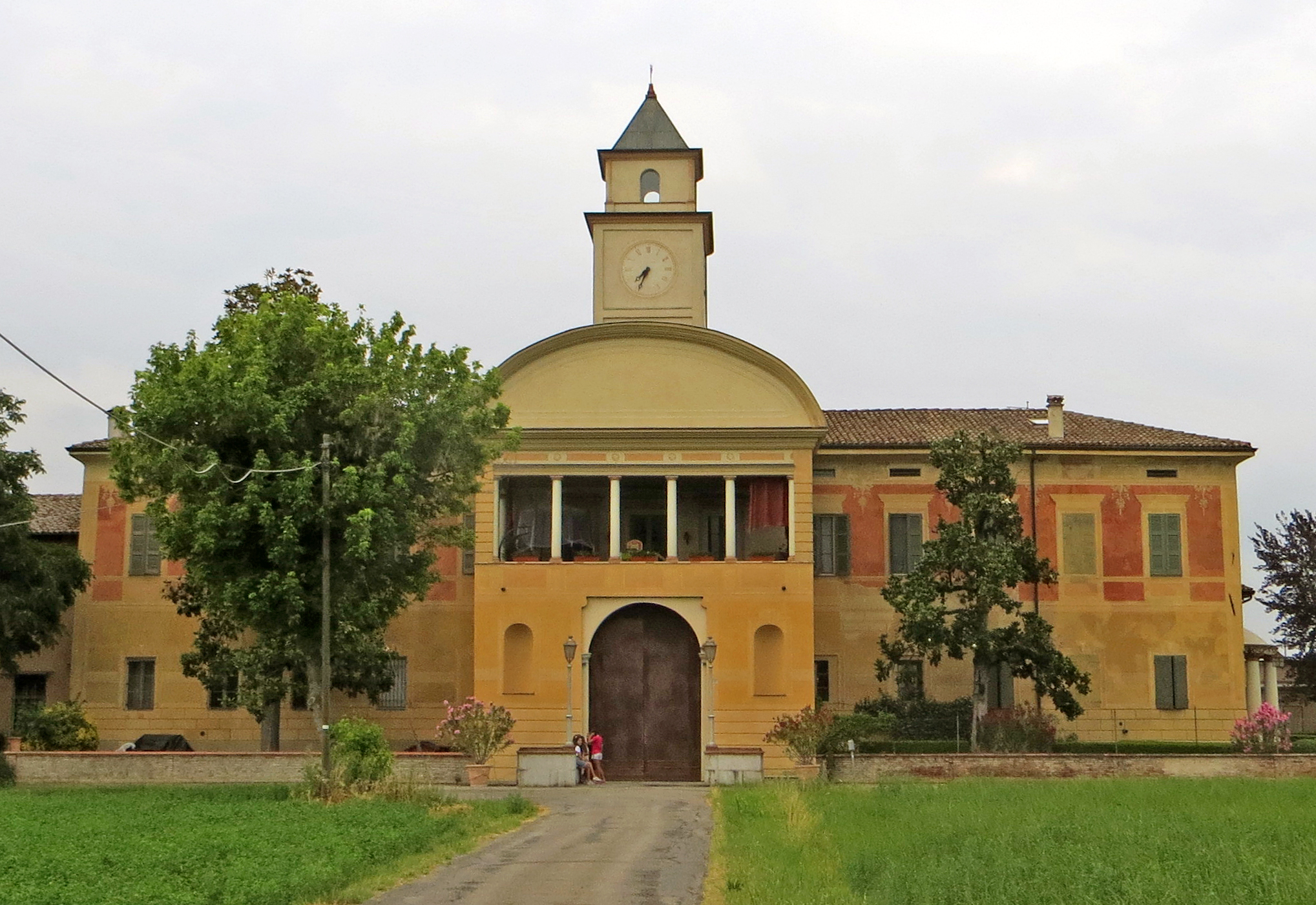
Hauptfassade

Die Villa hat einen U-förmigen Grundriss um einen mit Vorhalle versehenen Innenhof; der Zugang ist von Süden durch das Innere eines Vorbaus in der Achse der Auffahrtsallee.
Die symmetrische, vollkommen verputzte und mit karierten und gestreiften Malereien verzierte Hauptfassade ist durch ein Eingangsbauwerk in der Mitte gekennzeichnet, vor dem eine kleine Brücke über den Bach führt. In der Mitte liegt ein breites Rundbogenportal, geschmückt mit den Initialen „B.P.“, die sich vielleicht auf die beiden Grafen Pietro und Paolo Bajardi beziehen. Seitlich davon liegen zwei hohe Nischen, wogegen sich im Obergeschoss eine Loggia, gestützt von dünnen Säulen mit dorischen Kapitellen, öffnet. Darüber ist ein großes, gerundetes Tympanon angebracht, in dessen Mitte sich ursprünglich das Wappen der Markgrafen Corradi Cervi Robiani befand, flankiert von zwei weiblichen Figuren. Weiter oben erhebt der Uhrenturm mit geschlossenem Söller, belichtet durch ein einzelnes Rundbogenfenster und gekrönt durch einen pyramidenförmigen Kupferhelm. Die beiden symmetrischen, zweistöckigen Flügel sind mit regelmäßig angeordneten Fenster versehen, die bemalte Rahmen haben.
Die Ostfassade zum Garten hin hat in der Mitte eine halbrunde Vorhalle, die über eine Treppe zu erreichen ist. Diese Vorhalle wird durch sechs dorische Säulen gestützt und hat ein halbkugelförmiges Dach. Darüber liegt ein kleiner Balkon mit eisernem Geländer.
Das Haupteingangsportal auf der Südseite führt zum Innenhof, den eine Vorhalle mit fünf Korbbögen, gestützt von dorischen Säulen, kennzeichnet.
Zum Innenhof hin öffnen sich auf der linken Seite die Hausmeisterwohnung und auf der rechten Seite die Kapelle, die innen mit barockem Stuck dekoriert ist. Von der kleinen Kultstätte gelangt man über eine Treppe mit gegenläufigen Rampen zu den Räumen der Villa. Die Zimmer, die mit Gemälden geschmückt sind, haben Segelgewölbedecken.
Im Obergeschoss finden sich zahlreiche mit Fresken versehene Räume. In der Mitte liegt der weite Salon, der ursprünglich mit Seidentafeln verziert war, auf denen Landschaften dargestellt waren.

### Park
Der Park hat einen rechteckigen Grundriss und liegt östlich des Landhauses.
Der kleine italienische Garten, den symmetrisch gepflanzte Hecken und Vasen zieren, stellt einen Rest des alten Parks dar, der sich ursprünglich viel weiter erstreckte und von langen Alleen durchzogen war, die zu den kultivierten Rasenflächen führten.